# Impatiens auricoma
Impatiens auricoma är en balsaminväxtart som beskrevs av Henri Ernest Baillon. Impatiens auricoma ingår i släktet balsaminer, och familjen balsaminväxter. Inga underarter finns listade i Catalogue of Life.

## Bildgalleri

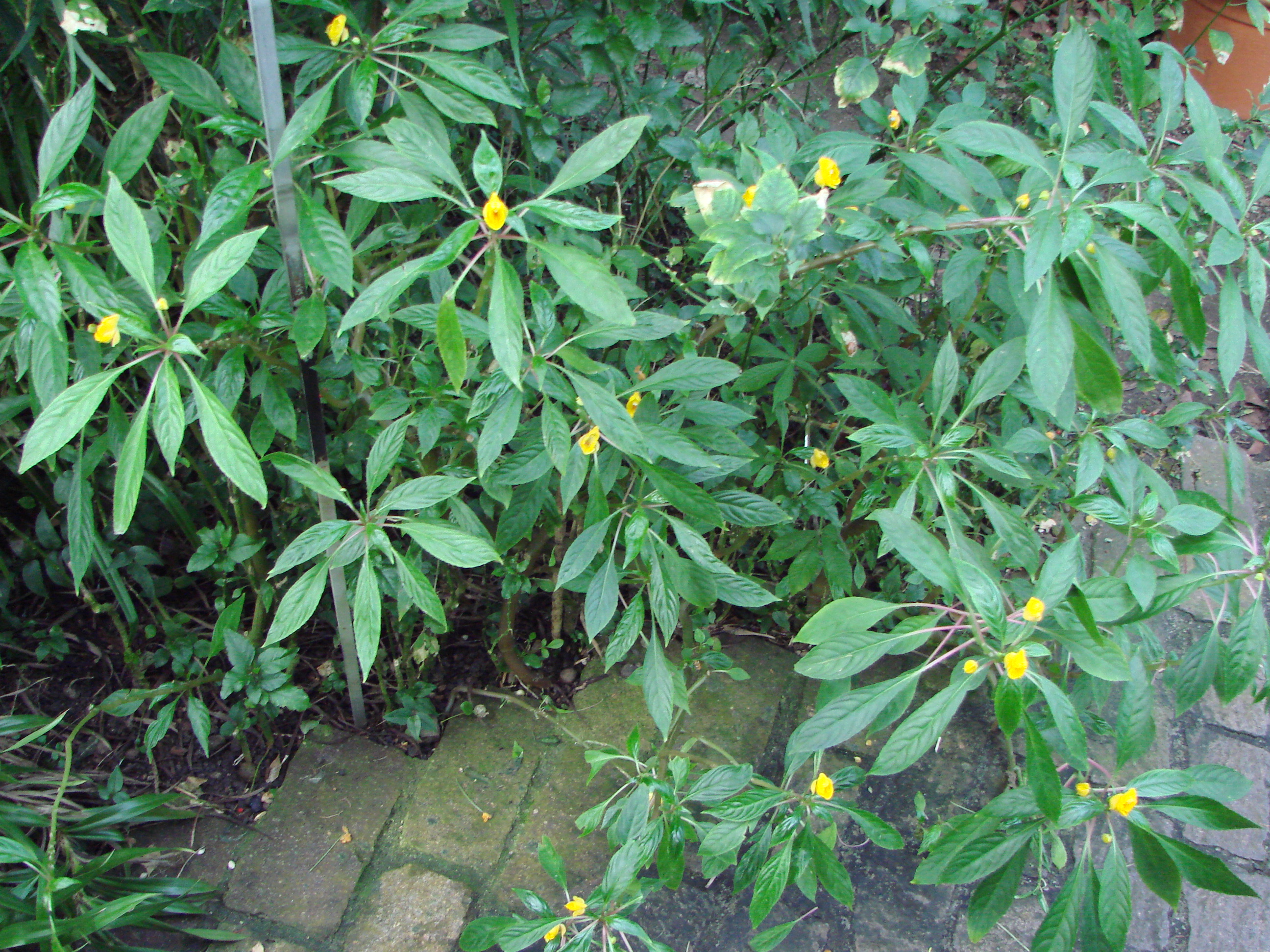
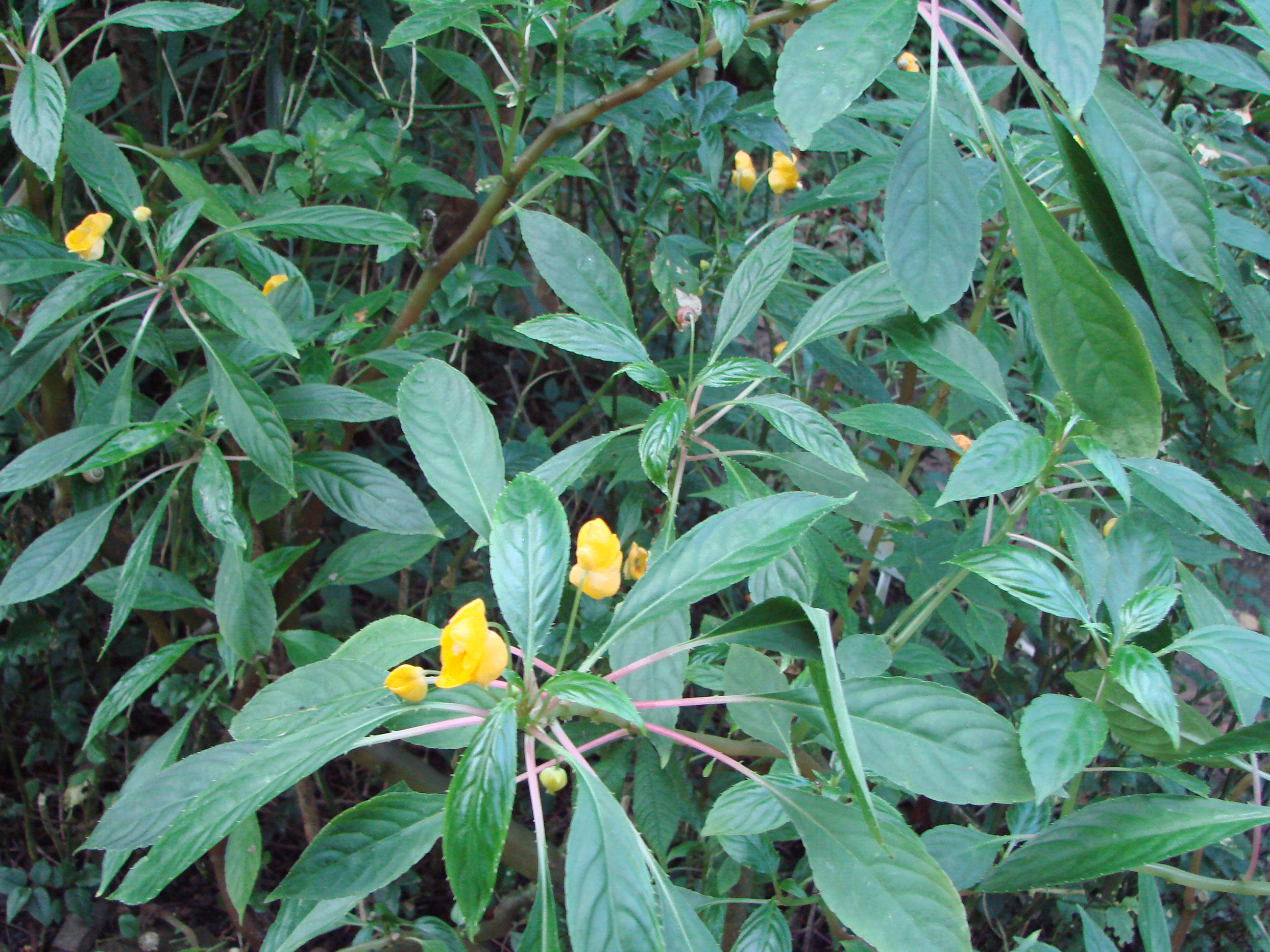
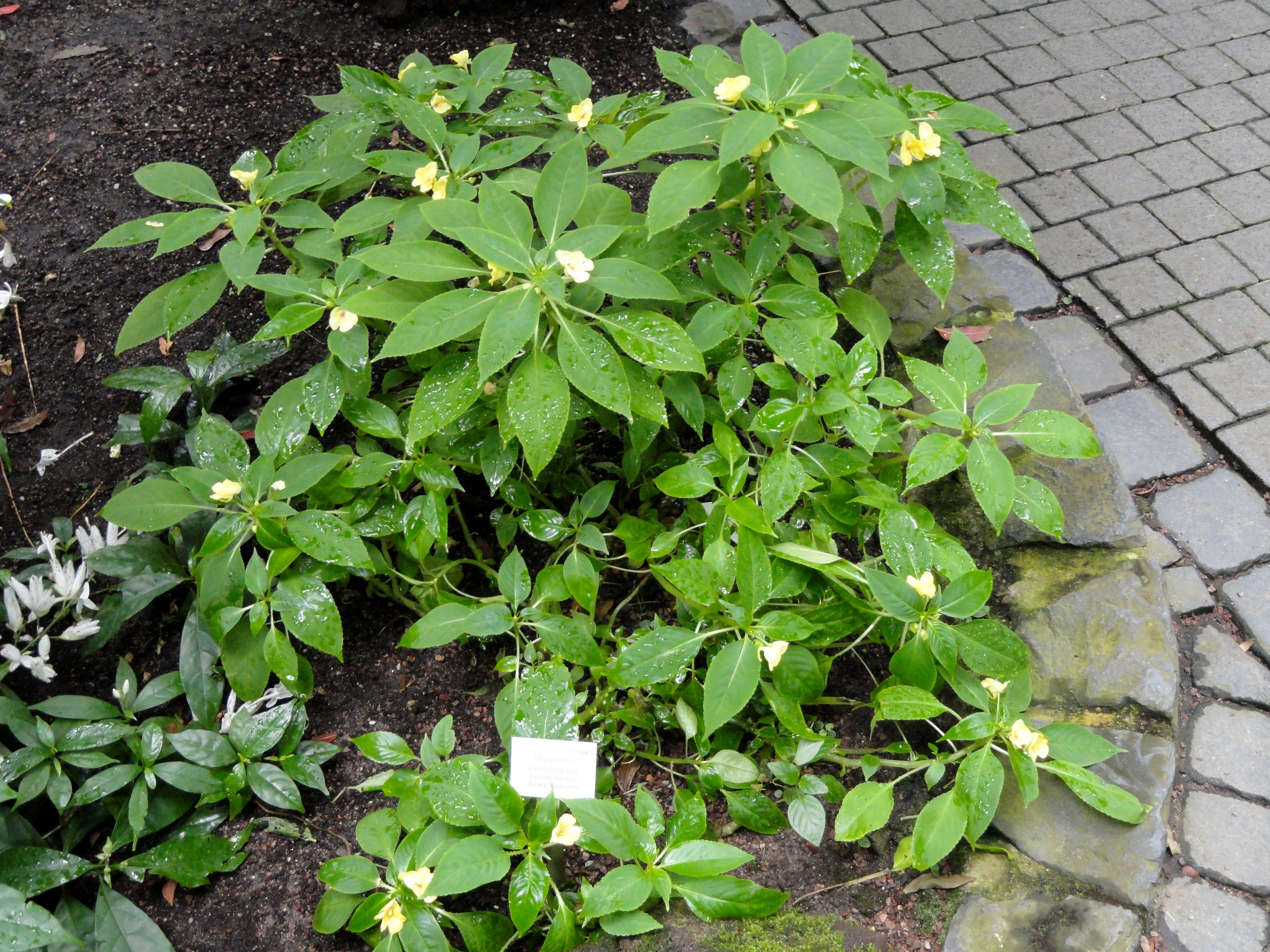
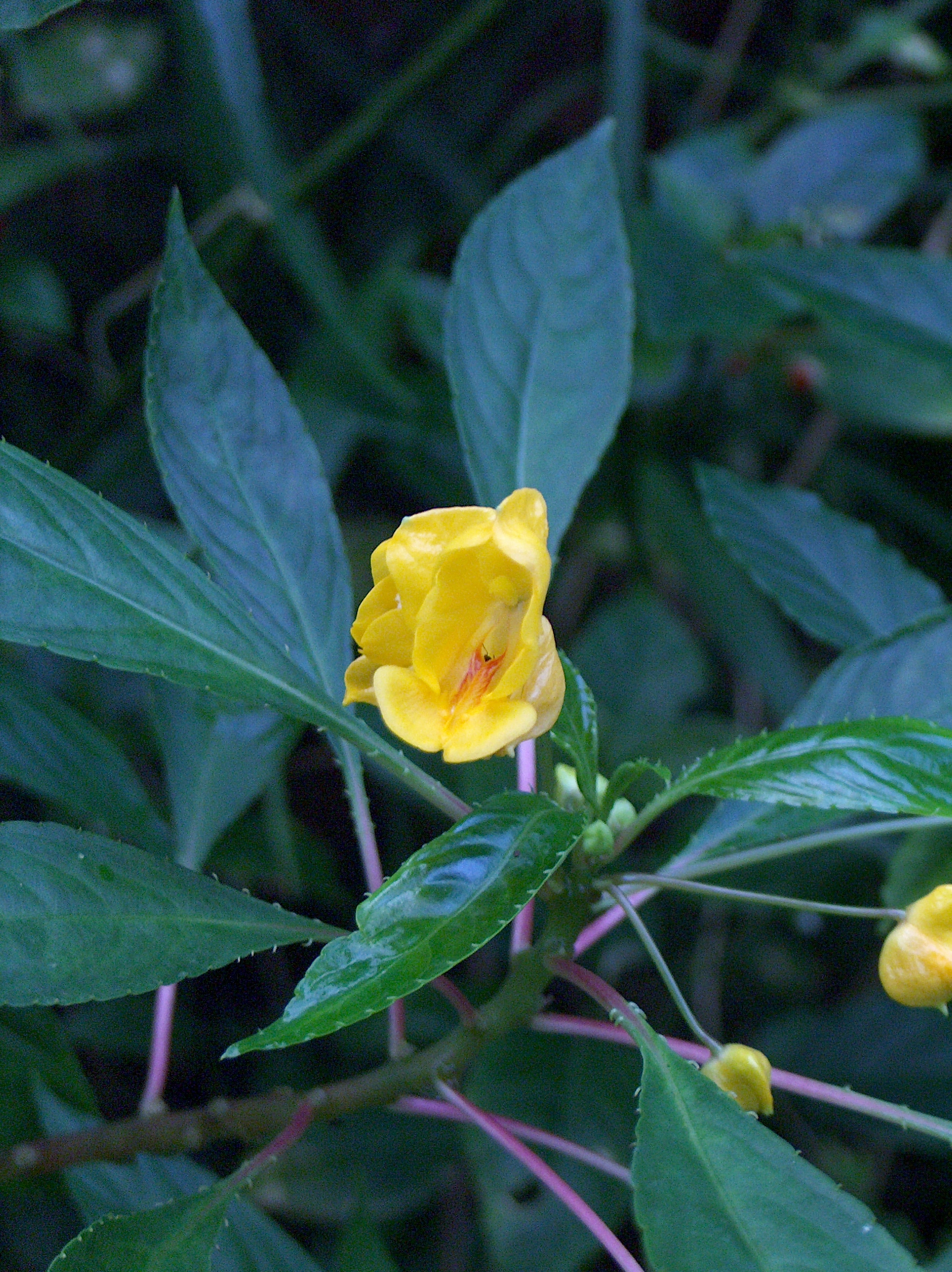
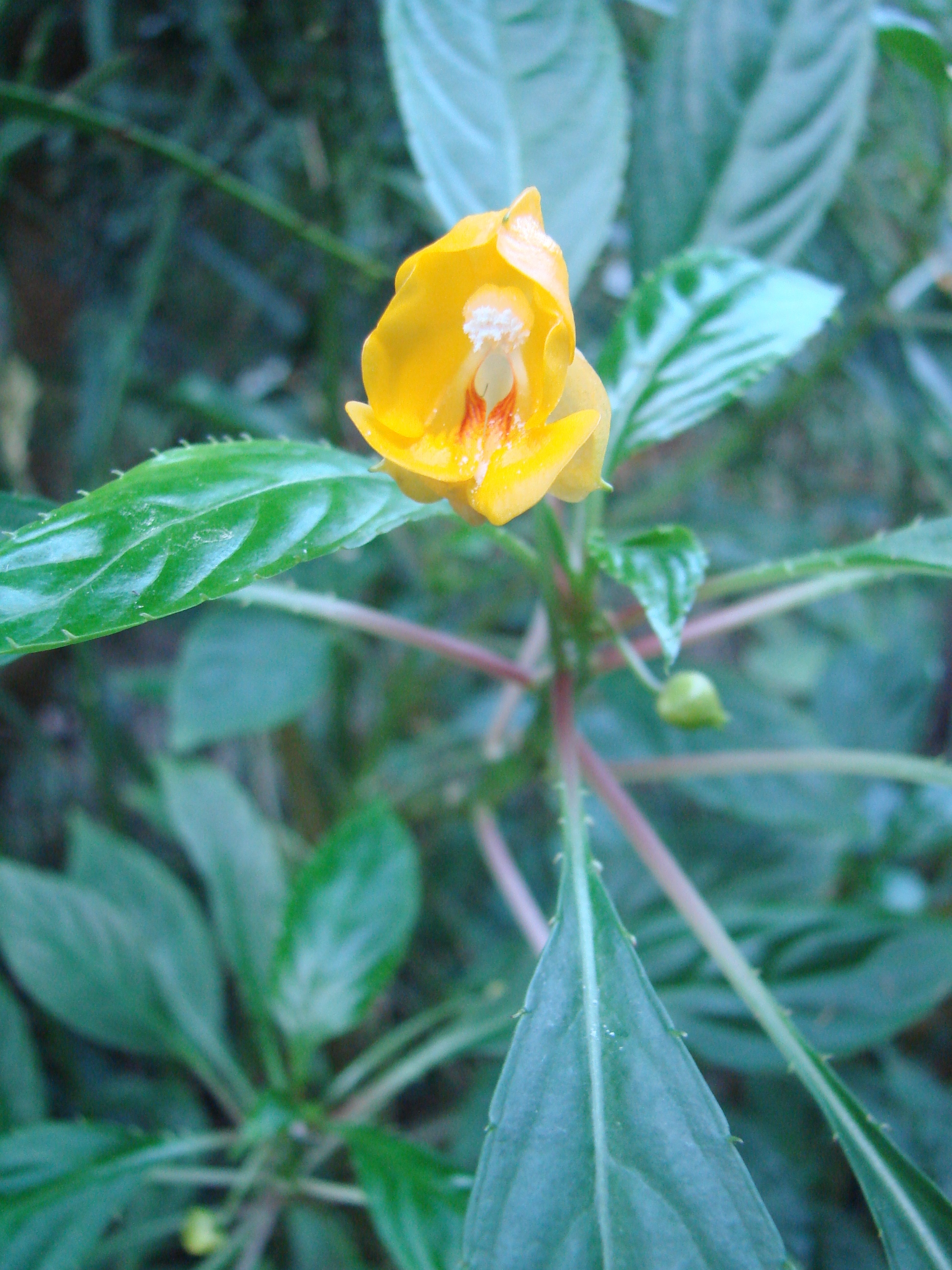
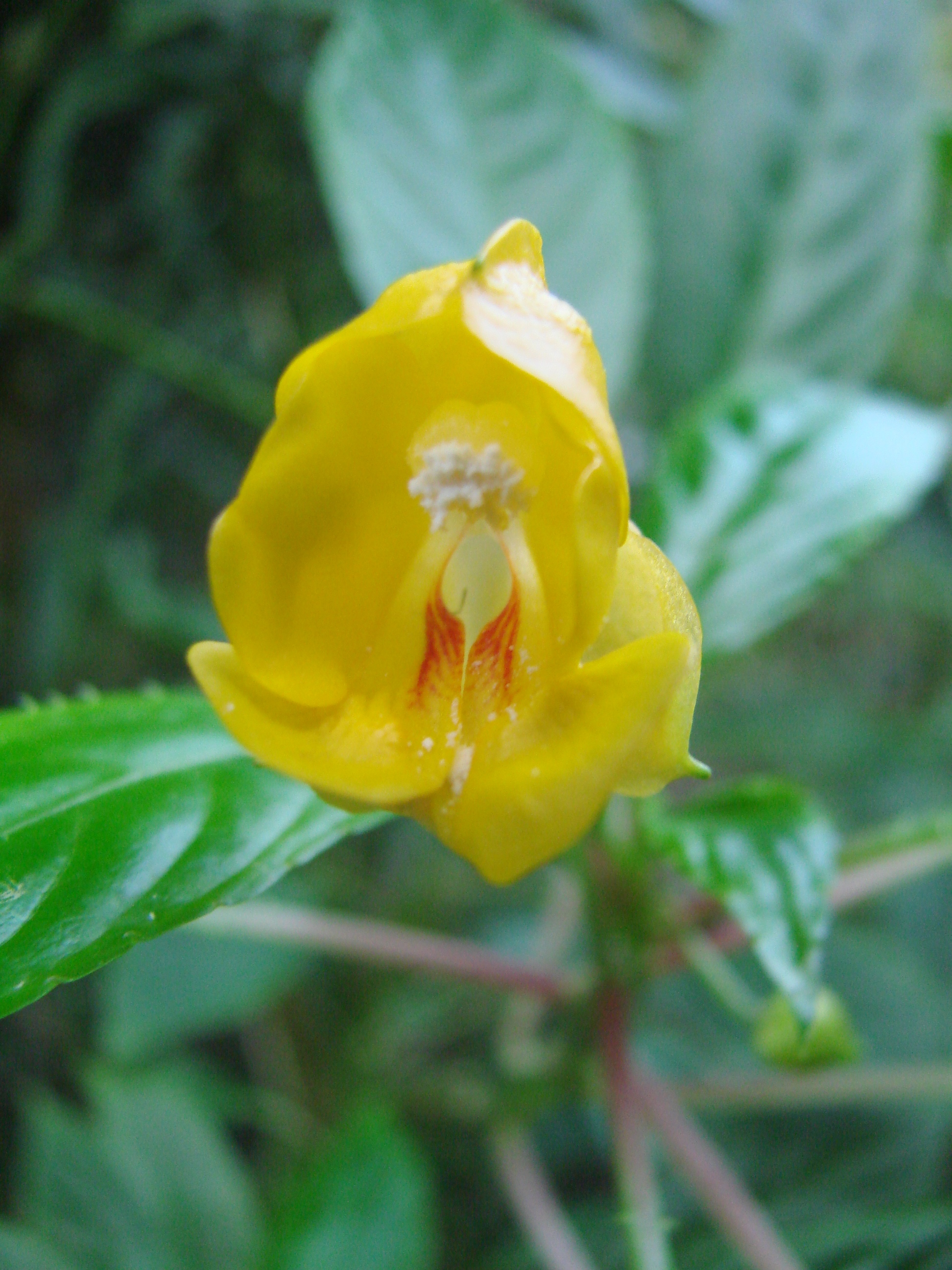